# Phytochemical Analysis
Phytochemical Analysis, abgekürzt Phytochem. Anal., ist eine wissenschaftliche Fachzeitschrift, die vom Wiley-Blackwell-Verlag veröffentlicht wird. Die erste Ausgabe erschien im Jahr 1990. Derzeit erscheint die Zeitschrift mit sechs Ausgaben im Jahr. Es werden Artikel veröffentlicht, die sich mit analytischen Methoden in der Botanik beschäftigen.
Der Impact Factor lag im Jahr 2019 bei 2,772. Nach der Statistik des ISI Web of Knowledge wird das Journal mit diesem Impact Factor in der Kategorie analytische Chemie an 35. Stelle von 86 Zeitschriften, in der Kategorie Botanik an 57. Stelle von 234 Zeitschriften und in der Kategorie biochemische Forschungsmethoden an 36. Stelle von 77 Zeitschriften geführt.